# Alain Traoré
Alain Traoré (ur. 31 grudnia 1988 w Bobo-Dioulasso) – burkiński piłkarz występujący na pozycji napastnika w Al-Markhiya SC.

## Kariera klubowa
Jest wychowankiem klubu Planète Champion Ouagadougou. W 2005 roku trafił do francuskiego AJ Auxerre. Gra tam głównie w rezerwach. W 2009 przebywał na wypożyczeniu w klubie Stade Brestois 29.
Po spadnięciu z Auxerre do Ligue 2 w sezonie 2011/12, opuścił klub. 22 lipca 2012 podpisał 4-letni kontrakt z FC Lorient. W 2015 roku był wypożyczony do AS Monaco. W 2016 przeszedł do Kayserisporu, a w 2017 do Al-Markhiya SC.
| Sezon   | Klub                     | Kraj    | Rozgrywki          | Mecze | Bramki | Rozgrywki Europy   | Mecze | Bramki |
| ------- | ------------------------ | ------- | ------------------ | ----- | ------ | ------------------ | ----- | ------ |
| 2006/07 | AJ Auxerre               | Francja | Ligue 1            | 4     | 0      | Liga Europy UEFA   | 4     | 1      |
| 2007/08 | AJ Auxerre               | Francja | Ligue 1            | 1     | 0      | -                  | -     | -      |
| 2008/09 | AJ Auxerre               | Francja | Ligue 1            | 3     | 0      | -                  | -     | -      |
| 2008/09 | Stade Brestois 29 (wyp.) | Francja | Ligue 2            | 14    | 3      | -                  | -     | -      |
| 2009/10 | AJ Auxerre               | Francja | Ligue 1            | 1     | 0      | -                  | -     | -      |
| 2010/11 | AJ Auxerre               | Francja | Ligue 1            | 20    | 5      | Liga Mistrzów UEFA | 3     | 0      |
| 2011/12 | AJ Auxerre               | Francja | Ligue 1            | 27    | 9      | -                  | -     | -      |
| 2012/13 | FC Lorient               | Francja | Ligue 1            | 14    | 6      | -                  | -     | -      |
| 2013/14 | FC Lorient               | Francja | Ligue 1            | 21    | 2      | -                  | -     | -      |
| 2014/15 | FC Lorient               | Francja | Ligue 1            | 3     | 0      | -                  | -     | -      |
| 2014/15 | AS Monaco                | Francja | Ligue 1            | 1     | 0      | -                  | -     | -      |
| 2015/16 | FC Lorient               | Francja | Ligue 1            | 3     | 0      | -                  | -     | -      |
| 2016/17 | Kayserispor              | Turcja  | Süper Lig          | 12    | 0      | -                  | -     | -      |
| 2017/18 | Al-Markhiya SC           | Katar   | Qatar Stars League | 13    | 1      | -                  | -     | -      |

Stan na: koniec sezonu 2017/2018

## Kariera Reprezentacja
W 2006 roku zadebiutował w reprezentacji Burkiny Faso.